# Haselbach (Gemeinde Niederhollabrunn)
Haselbach ist eine Ortschaft und eine Katastralgemeinde der Gemeinde Niederhollabrunn im Bezirk Korneuburg in Niederösterreich.

## Geografie
Das westlich des Michelbergs liegende Dorf ist landwirtschaftlich geprägt. Der Ort ist von der Landesstraße L26 über eine Nebenstraße erreichbar.

## Geschichte
Der Ort war früher ein bedeutender Marktflecken. Nach Schweickhardt betrieben die Bauern überwiegend Acker- und etwas Weinbau. Laut Adressbuch von Österreich waren im Jahr 1938 in der Ortsgemeinde Haselbach ein Bäcker, ein Elektrotechniker, ein Fleischer, drei Gastwirte, drei Gemischtwarenhändler, ein Marktfahrer, eine Milchgenossenschaft, ein Schmied, ein Schuster, ein Tischler, ein Viktualienhändler, ein Wagner und zahlreiche Landwirte ansässig.

## Kultur und Sehenswürdigkeiten

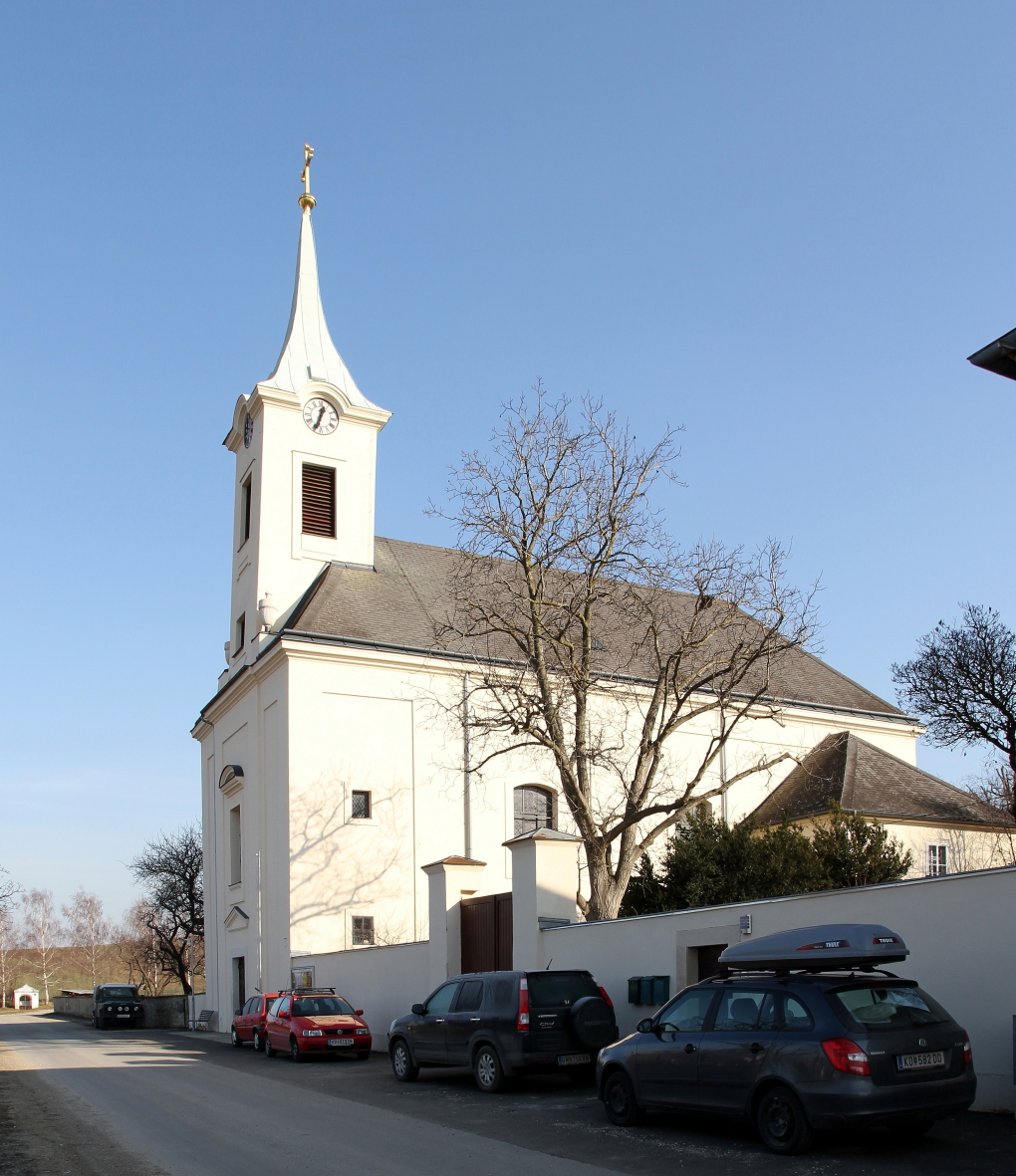
Pfarrkirche Haselbach

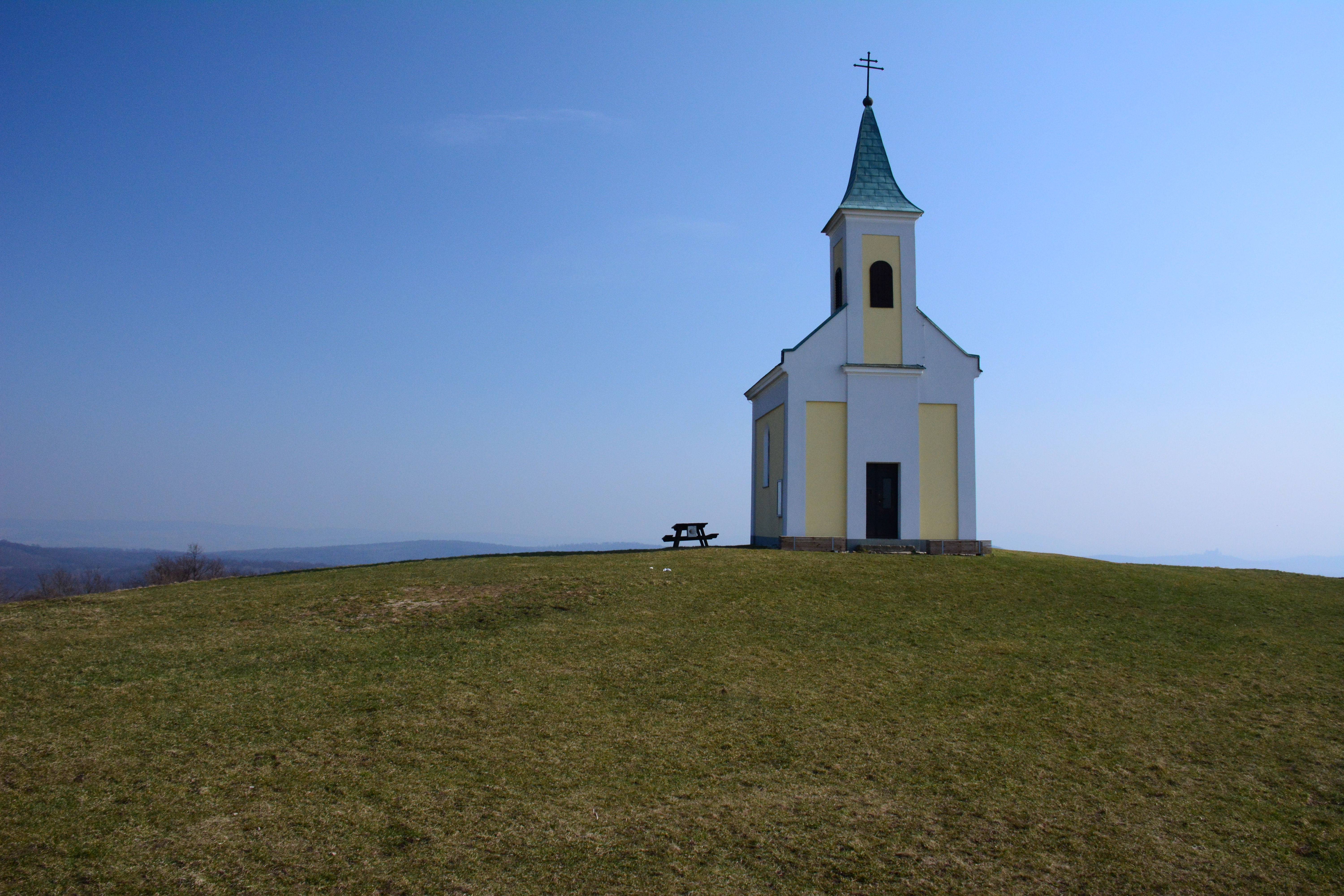
Michaelskapelle

- Katholische Pfarrkirche Haselbach hl. Michael
- Pfarrhof
- Michaelskapelle

## Persönlichkeiten
- Thomas Ebendorfer (1388–1464), Theologe, Universitätsprofessor und Geschichtsschreiber, stammt aus dem Ort